# Парк Кронвалда

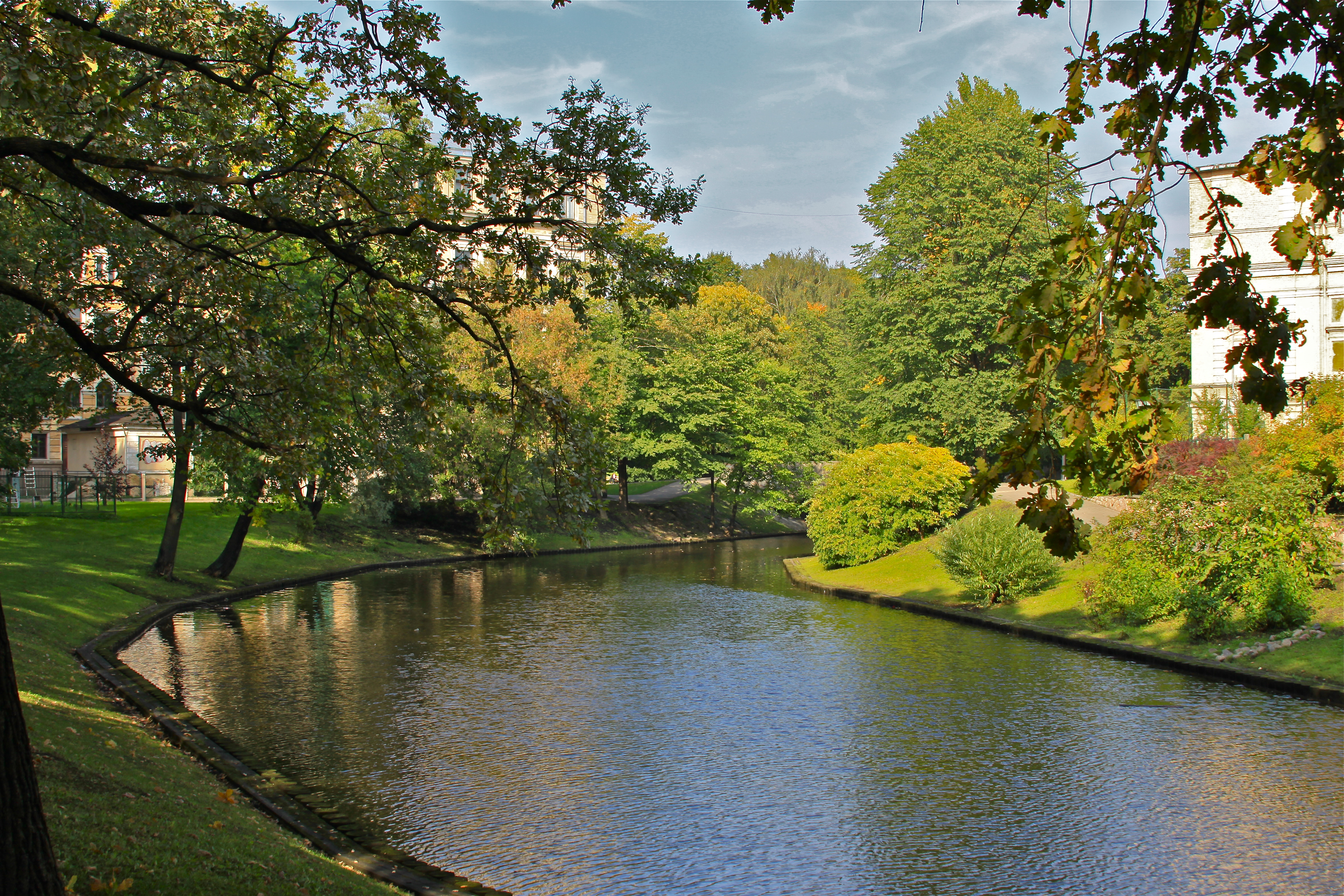
Парк со стороны Национального театра

Парк Кро́нвалда (латыш. Kronvalda parks) — один из центральных рижских парков, расположенный на обоих берегах городского канала. Назван в честь выдающегося латышского лингвиста второй половины XIX века Атиса Кронвалда.

## Общая характеристика
Парк расположен между современными улицами Кришьяня Валдемара, Элизабетес, бульварами Калпака и Кронвалда. Общая площадь парка составляет 13 гектаров. Изначально парк был разбит в традиционном ландшафтном стиле; его автором является прославленный немецкий мастер садово-паркового искусства Георг Фридрих Куфальдт. Проектируя парк в ландшафтном стиле в 1883 году, он также прибег к элементам регулярной планировки, на примере этого парка продемонстрировав, насколько органично могут быть смешаны две основные парковые модели.

## Ранний этап истории

Парк со стороны улицы Элизабетес

Ещё в 1863 году, аккурат после завершения основной массы работ по широкомасштабной реконструкции освободившейся центральной территории, находившейся до 1856 году за пределами крепостных сооружений, немецкое городское Стрелковое общество приняло решение разбить парк на правом берегу недавно сформированного городского канала. Первоначально это был небольшой парк, получивший название парк Немецкого Стрелкового общества. Любимым развлечением немецких стрелков, в большинстве своём успевших обзавестись благородным брюшком, было пострелять по неподвижным или движущимся деревянным мишеням птиц и животных, расположенных на ветвях молодых деревьев. Несколько ранее, в 1860 году, в преддверии будущего парка было отстроено эклектичное изящное здание — «генеральный штаб» Немецкого Стрелкового общества Риги, он располагался на месте современного Дома конгрессов. Тогда не существовало даже проекта парка, однако здание плотным кольцом окружали дикие заросли неприхотливой чёрной ольхи — эти деревья, в изобилии разросшиеся на бывшем пригородном участке, закрывали здание от взглядов прохожих, усиленно портя панорамный вид и мешая проходу самих немецких стрелков.
Основная проблема заключалась в том, что после сноса городских укреплений в 1856—1863 годах члены стрелкового общества выдвинули рату деликатные условия — создать на этой территории парк, но не для общественного пользования, как предполагал в новом городском уставе маркиз Паулуччи (так называемые новые строительные правила увидели свет по его указу ещё в 1813 году), а сугубо для «корпоративных» нужд. В то же время ещё Паулуччи потенциально видел на этом участке общественный сад (аналогичная функция была у Верманского парка, основанного, кстати, по прямому распоряжению губернатора). Однако благодаря непрерывному усиленному лоббированию своих интересов предприимчивые любители пострелять всё же добились для себя привилегии, и рат одобрил их условия.

Павильон мастера Кергалвиса

В 1864 году парк (и Ригу в целом) посещает российский самодержец Александр II, который беседовал с начальниками немецкого Стрелкового общества и лично понаблюдал за «охотой». Его основной целью была инспекция темпов развития города, лишившегося невыгодного для него статуса города-крепости и открывшего новую страницу в своей истории, однако император счёл нужным совместить приятное с полезным и в память о своём пребывании в гостях у стрелков посадил справа от входа в здание пирамидальный дуб, который можно наблюдать и поныне.
В 1865 году происходит строительство нового, более современного здания для нужд Стрелкового общества, а заказ исполняет молодой и перспективный выпускник Санкт-Петербургской АХ Роберт Пфлуг, который в 1863 году, сразу после защиты статуса свободного художника, поспешил на работу в губернский центр Ригу. Здание представляло собой деревянный двухэтажный особняк (сохранились эксклюзивные открыточные изображения творения раннего Пфлуга), и, украшенное изящной псевдоготической башенкой, по объективным данным являлось самым просторным общественным сооружением Риги того времени. Во внутреннем дворике стрелки оборудовали два основных объекта рекреации: кегельбан и тир. Здание имеет историческое значение в аспекте становления латышского театра — в 1868 году в нём состоялось первое театральное представление на латышском языке (имеется в виду событие, состоявшееся 2 июня 1868 года, когда прошла постановка искромётной комедии «Пьяница Берутлис», автором которой является драматург Стендер-младший).
В 1883 году за работу принялся Георг Фридрих Куфальдт, автор практически всех рижских парковых образований. В частности, он является автором парковой планировки на участке возле современного биофака Латвийского университета, что на бульваре Кронвалда.

## Период первой независимой Латвии

Парк со стороны улицы Кр. Валдемара

После провозглашения суверенной Латвийской Республики назначение парка и дома Стрелкового общества фактически не изменилось — так же, как и в дореволюционные времена, дом служил местом массовых народных гуляний рижской русской общины (в нём традиционно с размахом отмечался Татьянин день). Добавилась новая увеселительная традиция — «балы прессы», на которые известный медиа-магнат Латвии межвоенного периода Беньямин со своей эпатажной супругой Эмилией собирал цвет латвийской интеллигенции (например, частыми гостями на таких балах были латвийский скульптор Карлис Зале и богемная художница Александра Бельцова.
В 1931 году Рижская городская управа выкупает сад у немецких стрелков — при этом, по решению думцев, парк был заметно расширен, к нему присоединили участки территории на левобережье канала, а также ему присвоили имя латышского лингвиста-новатора Атиса Кронвалда, ставшего одним из флагманов младолатышского движения. Долгое время (20-е — 30-е годы) над парком работал известный парковый дизайнер Андрей Зейдакс, преобразивший парк в единый ландшафтный комплекс. В первую очередь мастер позаботился о разбивке цветочных клумб и розария, а также выдвинул идею проекта скульптурного фонтана, который был осуществлён учеником Августа Фольца Рихардом Маурсом (он — автор статуи Лачплесиса в нише здания Парламента ЛР). Под руководством Зейдакса в парке было посажено много новых деревьев и кустарников.
Что касается здания Пфлуга, то он по велению Карлиса Улманиса, который руководствовался политическим слоганом «Всё лучшее — военным», был передан в пользование латышской офицерской верхушки — так на свет появился рижский Дом офицеров. Сразу был дан указ разнообразить интерьеры дома, и на эту работу был приглашён латышский художник-витражист Никлав Струнке (1894—1966), который создал примечательную серию цветных картин в патриотическом милитаристском ключе.

## История в советский период

Декоративный маяк

В здании уже бывшего Немецкого стрелкового общества после окончания нацистской оккупации и освобождения Риги Красной армией был размещён Спортивный клуб армии (СКА). Тем не менее во дворе продолжил функционировать тир, насчитывавший уже полвека истории. В 1957 году был установлен бюст латышского писателя Судрабу Эджуса (скульптор Ояр Силиньш). В 1974 году в связи со строительством нового Дома Политического просвещения КПЛ насаждения были несколько изменены — предыдущее здание, помнившее русского художника Николая Богданова-Бельского и латышского скульптора Карлиса Зале, было безжалостно снесено, однако все витражи Струнке были оперативно спасены и перемещены в Музей истории Риги и мореходства. В 1982 после окончания строительных работ Дом политпросвещения был готов, а сама растительность несколько потеснена в связи с необходимостью создания площади вокруг здания. Слева от здания был открыт памятник Андрису Упиту (скульптор А. А. Терпиловский, архитектор Г. К. Асарис).
На данный момент в парке произрастает 22 вида древесных растений, из которых достойны упоминания охраняемые в республике тис ягодный и граб обыкновенный. Гордостью парка Кронвалда являются 105 интродуицрованных форм, из которых можно назвать магнолию длиннозаострённую и казацкий можжевельник).

## Современный период

Фонтан у Дома конгрессов

В августе 2009 года парк получил новую достопримечательность — памятник А. С. Пушкину, за установку которого более 11 лет активно боролись активисты Латвийского Пушкинского общества супруги — радиоведущая Светлана Видякина и актёр Рижского Русского театра Леонид Ленц. В присутствии высокопоставленных лиц (мэр Нил Ушаков, митрополит Рижский и Всея Латвии Александр (Кудряшов), создатель памятника Александр Тартынов) и при большом стечении людей памятник был торжественно открыт. В правой руке скульптурный Пушкин держит перчатку, которая в ходе церемонии открытия была интерпретирована как символ вечной дуэли. К территории парка примыкает Национальный театр, строившийся в 1902—1905 годы специально для нужд Русского театра, рядом пролегал Пушкинский бульвар (ныне бульвар Кронвалда), по другую сторону которого проживал Ермолай Керн, один из смелейших и наиболее уважаемых российских военачальников, комендант Рижской крепости (1823—1827 годы), муж пушкинской музы Анны Петровны Керн (домик коменданта до наших дней не дошёл, теперь на его месте возвышается здание бывшего Агропрома ЛССР, ныне — Министерство сельского хозяйства Латвии). Таким образом, поводов для установки памятника великому русскому поэту именно в этом месте предостаточно — тем более, что многие видные представители литературной младолатышской интеллигенции (Юрис Алунанс, Фрицис Бривземниекс, Каспар Биезбардис, тот же Атис Кронвалдс) в своих трудах нередко апеллировали к заслугам Пушкина, который основал русский литературный язык, сумев спасти его от диктата французского — так и младолатыши стояли у истоков латышского литературного языка, сопротивляясь засилью языка немецкого.
|                                                       |  |                            |  |                       |  |                                                            |
| Декоративная скульптура фонтана работы Рихарда Маурса |  | Памятник Эрнсту Брастиньшу |  | Памятник Андрею Упиту |  | Памятный камень, посвящённый становлению латышского театра |

|                         |  |                        |  |                                    |  |                        |
| Памятник Судрабу Эджусу |  | Памятник Паулу Валдену |  | Памятник Улугбеку, внуку Тамерлана |  | Памятник А. С. Пушкину |